# Andreï Kapitsa
Andreï Petrovitch Kapitsa (en russe : Андрей Петрович Капица), né le 9 juillet 1931 à Cambridge et mort le 2 août 2011 à Moscou, est un géographe et géologue soviétique puis russe, professeur honoraire de l'université de Moscou. Il est le fils du physicien Piotr Kapitsa et frère du physicien Sergueï Kapitsa.

## Biographie
Andreï Kapitsa participe à quatre expédition en Antarctique. Chef d'expédition de l'Académie des sciences d'URSS en Afrique de l'Est (1967-1969), il fonde l'institut de géographie Pacific Institute of Geography (en) (en russe : Тихоокеанский институт географии) situé à Vladivostok et en devient le directeur. Il formule l'hypothèse de l'existence d'un lac subglaciaire en Antarctique — le lac Vostok —, d'après les données de l'expédition soviétique de 1955-1957. Cette idée fut validée en 1996 à la suite de nombreuses données scientifiques notamment des imageries satellites.